# Grammonota coloradensis
Grammonota coloradensis là một loài nhện trong họ Linyphiidae.
Loài này thuộc chi Grammonota. Grammonota coloradensis được Charles Denton Dondale miêu tả năm 1959.